# Hydroporus appalachius
Hydroporus appalachius är en skalbaggsart som beskrevs av Sherman 1913. Hydroporus appalachius ingår i släktet Hydroporus och familjen dykare. Inga underarter finns listade i Catalogue of Life.